# Apeba antiqua
Apeba antiqua is een keversoort uit de familie van de boktorren (Cerambycidae). De wetenschappelijke naam van de soort werd in 1880 als Lycaneptia antiqua gepubliceerd door Charles Owen Waterhouse.